# Pop-Tarts Bowl
El Pop-Tarts Bowl es un bowl de fútbol americano universitario que se juega anualmente en el Camping World Stadium en Orlando, Florida operado por la Florida Citrus Sports y organizado por la NCAA.

## Historia
Fue creado en 1990 por Raycom y se jugaba en el Joe Robbie Staduim a las afueras de Miami y era conocido como Sunshine Football Classic, pero por motivos de patrocinadores nunca fue conocido con ese nombre y más bien en sus tres primeras ediciones se llamaba Blockbuster Bowl, CarQuest Bowl en las siguientes cinco y MicronPC Bowl antes de que fuera trasladado a Orlando, Florida en 2001.
En 2001 su nombre cambió a Tangerine Bowl, título original del actual Citrus Bowl, en las siguientes tres temporadas. Foot Locker, una división de Champs Sports, compra los derechos del nombre en 2004, pasando a llamarse Champs Sports Bowl, con el que se jugaron ocho ediciones. A inicios de 2012, los derechos del nombre fueron agregados a Russell Athletic; en las que las siguientes cinco ediciones se jugaron con el nombre Russell Athletic Bowl. A inicios de 2017, Camping World firma un convenio de patrocinio hasta 2019; three y pasa a ser el Camping World Bowl, culminando con la edición 30 del bowl. En mayo de 2020, Kellogg's firmó un contrato de varios años para convertirse en el nuevo patrocinador del partido, que pasó a denominarse Cheez-It Bowl por su marca Cheez-It. En mayo de 2023 se anunció que el patrocinio pasaba a Pop-tarts.

## Resultados
| N.º | Fecha      | Nombre                | Campeón           | Campeón | Finalista         | Finalista | Asistencia |
| --- | ---------- | --------------------- | ----------------- | ------- | ----------------- | --------- | ---------- |
| 1   | 28-12-1990 | Blockbuster Bowl      | 6 Florida State   | 24      | 7 Penn State      | 17        | 74 021     |
| 2   | 28-12-1991 | Blockbuster Bowl      | 8 Alabama         | 30      | 15 Colorado       | 25        | 46 123     |
| 3   | 1-1-1993   | Blockbuster Bowl      | 13 Stanford       | 24      | 21 Penn State     | 3         | 45 554     |
| 4   | 1-1-1994   | Carquest Bowl         | 15 Boston College | 31      | Virginia          | 13        | 38 516     |
| 5   | 2-1-1995   | Carquest Bowl         | South Carolina    | 24      | West Virginia     | 21        | 50 853     |
| 6   | 30-12-1995 | Carquest Bowl         | North Carolina    | 20      | 24 Arkansas       | 10        | 34 428     |
| 7   | 27-12-1996 | Carquest Bowl         | 19 Miami          | 31      | Virginia          | 21        | 46 418     |
| 8   | 29-12-1997 | Carquest Bowl         | Georgia Tech      | 35      | West Virginia     | 30        | 28 262     |
| 9   | 29-12-1998 | MicronPC Bowl         | 24 Miami          | 46      | NC State          | 23        | 44 387     |
| 10  | 30-12-1999 | MicronPC.com Bowl     | Illinois          | 63      | Virginia          | 21        | 31 089     |
| 11  | 28-12-2000 | MicronPC.com Bowl     | NC State          | 38      | Minnesota         | 30        | 28 359     |
| 12  | 20-12-2001 | Tangerine Bowl        | Pittsburgh        | 34      | NC State          | 19        | 28 562     |
| 13  | 23-12-2002 | Tangerine Bowl        | Texas Tech        | 55      | Clemson           | 15        | 21 689     |
| 14  | 22-12-2003 | Tangerine Bowl        | NC State          | 56      | Kansas            | 26        | 26 482     |
| 15  | 21-12-2004 | Champs Sports Bowl    | Georgia Tech      | 51      | Syracuse          | 14        | 28 237     |
| 16  | 27-12-2005 | Champs Sports Bowl    | 23 Clemson        | 19      | Colorado          | 10        | 31 470     |
| 17  | 29-12-2006 | Champs Sports Bowl    | Maryland          | 24      | Purdue            | 7         | 40 168     |
| 18  | 28-12-2007 | Champs Sports Bowl    | 14 Boston College | 24      | Michigan State    | 21        | 46 554     |
| 19  | 27-12-2008 | Champs Sports Bowl    | Florida State     | 42      | Wisconsin         | 13        | 52 692     |
| 20  | 29-12-2009 | Champs Sports Bowl    | 24 Wisconsin      | 20      | 14 Miami          | 14        | 56 747     |
| 21  | 28-12-2010 | Champs Sports Bowl    | NC State          | 23      | 22 West Virginia  | 7         | 48 962     |
| 22  | 29-12-2011 | Champs Sports Bowl    | 25 Florida State  | 18      | Notre Dame        | 14        | 68 305     |
| 23  | 28-12-2012 | Russell Athletic Bowl | Virginia Tech     | 13      | Rutgers           | 10 (TE)   | 48 129     |
| 24  | 28-12-2013 | Russell Athletic Bowl | 18 Louisville     | 36      | Miami             | 9         | 51 098     |
| 25  | 29-12-2014 | Russell Athletic Bowl | 18 Clemson        | 40      | Oklahoma          | 6         | 40 071     |
| 26  | 29-12-2015 | Russell Athletic Bowl | 18 Baylor         | 49      | 10 North Carolina | 38        | 40 418     |
| 27  | 28-12-2016 | Russell Athletic Bowl | Miami             | 31      | 14 West Virginia  | 14        | 48 625     |
| 28  | 28-12-2017 | Camping World Bowl    | 17 Oklahoma State | 30      | 22 Virginia Tech  | 21        | 39 610     |
| 29  | 28-12-2018 | Camping World Bowl    | 17 Syracuse       | 34      | 15 West Virginia  | 18        | 41 125     |
| 30  | 28-12-2019 | Camping World Bowl    | 14 Notre Dame     | 33      | Iowa State        | 9         | 46 948     |
| 31  | 29-12-2020 | Cheez-It Bowl         | Oklahoma State    | 37      | 18 Miami (FL)     | 34        | 0          |
| 32  | 29-12-2021 | Cheez-It Bowl         | 22 Clemson        | 20      | Iowa State        | 13        | 39 051     |
| 33  | 29-12-2022 | Cheez-It Bowl         | 13 Florida State  | 35      | Oklahoma          | 32        | 61 520     |

- Fuente:[8]

Juegos 1–11 en Miami Gardens, Florida
Desde el 12 en Orlando, Florida

## Apariciones

### Por Equipo
| # | Equipo         | Apariciones | Record | % vict. |
| - | -------------- | ----------- | ------ | ------- |
| 1 | Miami          | 6           | 3–3    | .500    |
| 2 | NC State       | 5           | 3–2    | .600    |
| 2 | West Virginia  | 5           | 0–5    | .000    |
| 4 | Florida State  | 4           | 4–0    | 1.000   |
| 4 | Clemson        | 4           | 3–1    | .750    |
| 6 | Virginia       | 3           | 0–3    | .000    |
| 7 | Boston College | 2           | 2–0    | 1.000   |
| 7 | Georgia Tech   | 2           | 2–0    | 1.000   |
| 7 | Oklahoma State | 2           | 2–0    | 1.000   |
| 7 | North Carolina | 2           | 1–1    | .500    |
| 7 | Notre Dame     | 2           | 1–1    | .500    |
| 7 | Syracuse       | 2           | 1–1    | .500    |
| 7 | Virginia Tech  | 2           | 1–1    | .500    |
| 7 | Wisconsin      | 2           | 1–1    | .500    |
| 7 | Oklahoma       | 2           | 0–2    | .000    |
| 7 | Iowa State     | 2           | 0–2    | .000    |
| 7 | Colorado       | 2           | 0–2    | .000    |
| 7 | Penn State     | 2           | 0–2    | .000    |

Equipos con una sola aparición
- Ganaron (9): Alabama, Baylor, Illinois, Louisville, Maryland, Pittsburgh, South Carolina, Stanford, Texas Tech
- Perdieron (7): Arkansas, Kansas, Michigan State, Minnesota, Oklahoma, Purdue, Rutgers

### Por Conferencia
| Conferencia    | Record | Record | Record | Record                                                                                               | Apariciones                                                       | Apariciones |
| Conferencia    | J      | G      | P      | Ganaron                                                                                              | Perdieron                                                         |             |
| -------------- | ------ | ------ | ------ | --- | ----------------------------------------------------------------- | ----------- |
| ACC            | 27     | 17     | 11     | 1995, 1997, 2000, 2003, 2004, 2005, 2006, 2007, 2008, 2010, 2011, 2012, 2014, 2016, 2018, 2021, 2022 | 1993*, 1996, 1998, 1999, 2001, 2002, 2009, 2013, 2015, 2017, 2020 |             |
| Big 12         | 11     | 4      | 8      | 2002, 2015, 2017, 2020                                                                               | 2003, 2005, 2014, 2016, 2018, 2019, 2021, 2022                    |             |
| The American   | 10     | 5      | 5      | 1993*, 1996, 1998, 2001, 2013                                                                        | 1994*, 1997, 2004, 2010, 2012                                     |             |
| Big Ten        | 6      | 2      | 4      | 1999, 2009                                                                                           | 2000, 2006, 2007, 2008                                            |             |
| Independientes | 5      | 2      | 3      | 1990, 2019                                                                                           | 1990, 1992*, 2011                                                 |             |
| SEC            | 3      | 2      | 1      | 1991, 1994*                                                                                          | 1995                                                              |             |
| Pac-10         | 1      | 1      | 0      | 1992*                                                                                                |                                                                   |             |
| Big Eight      | 1      | 0      | 1      | | 1991                                                              |             |

- Partidos marcados con asterísco (*) se jugaron en enero del año calendario siguiente.
- Los equipos The American record incluyen apariciones en la Big East Conference, debido a que The American continua como el original Big East, siguiendo el reglamento de 2013. Los equipos representantes del Big East aparecen en nueve partidos, record de 4–5.
- La Big Eight Conference fue disuelta en 1995.
- Independientes: Penn State (1990, 1992), Florida State (1990), Notre Dame (2011, 2019)

## Jugador Más Valioso

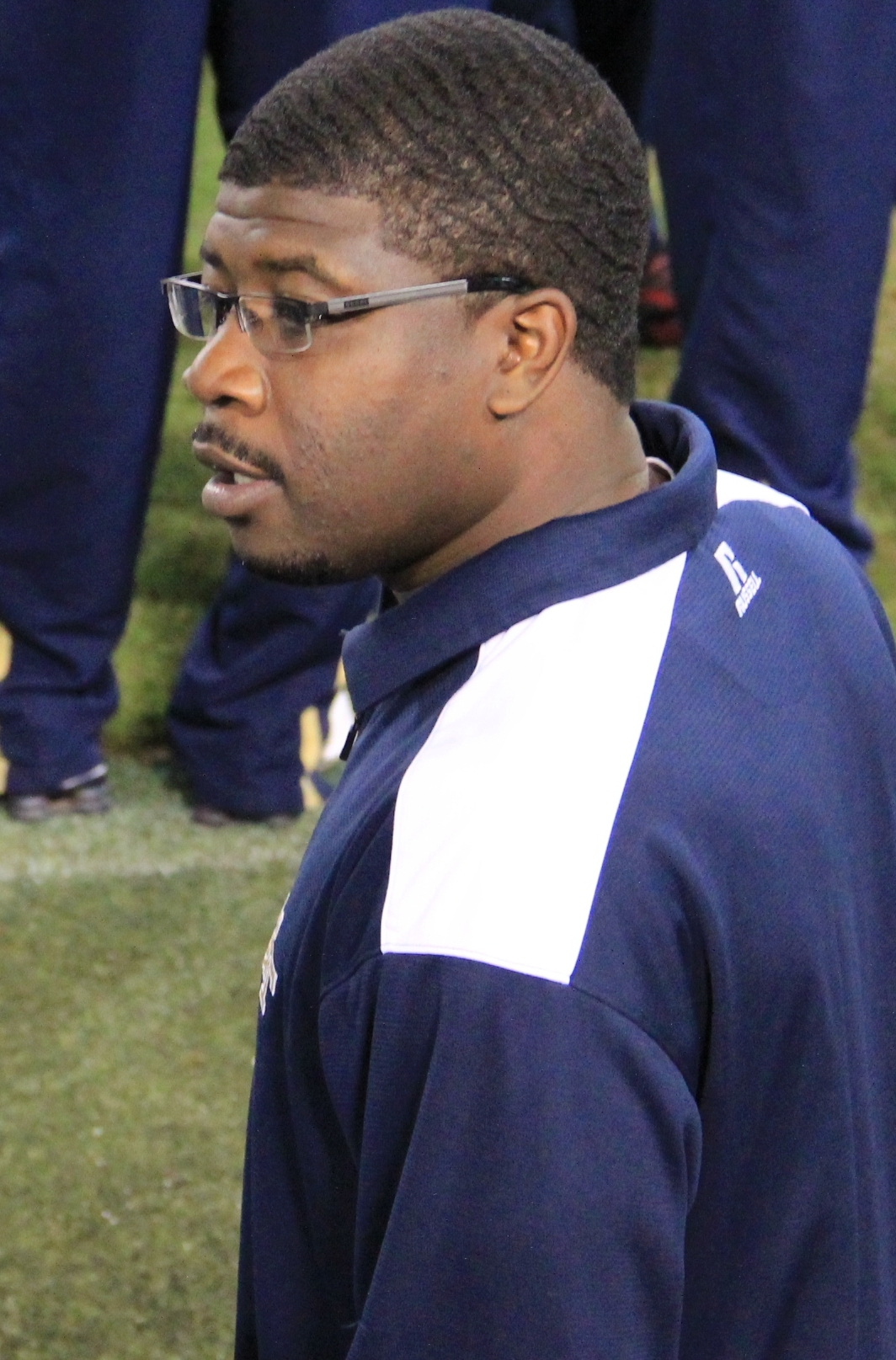
El MVP de 1997 Joe Hamilton

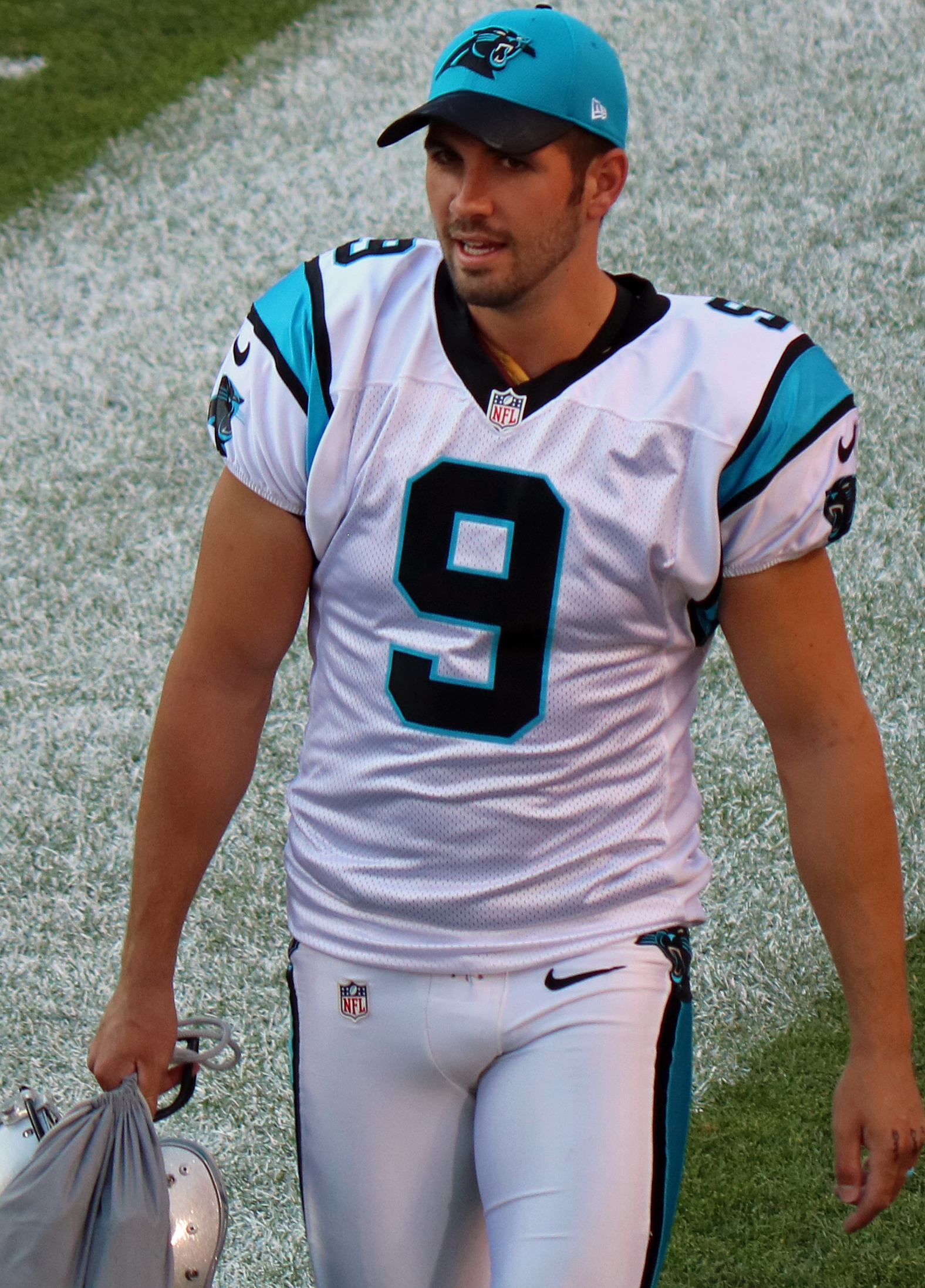
El MVP de 2008 Graham Gano

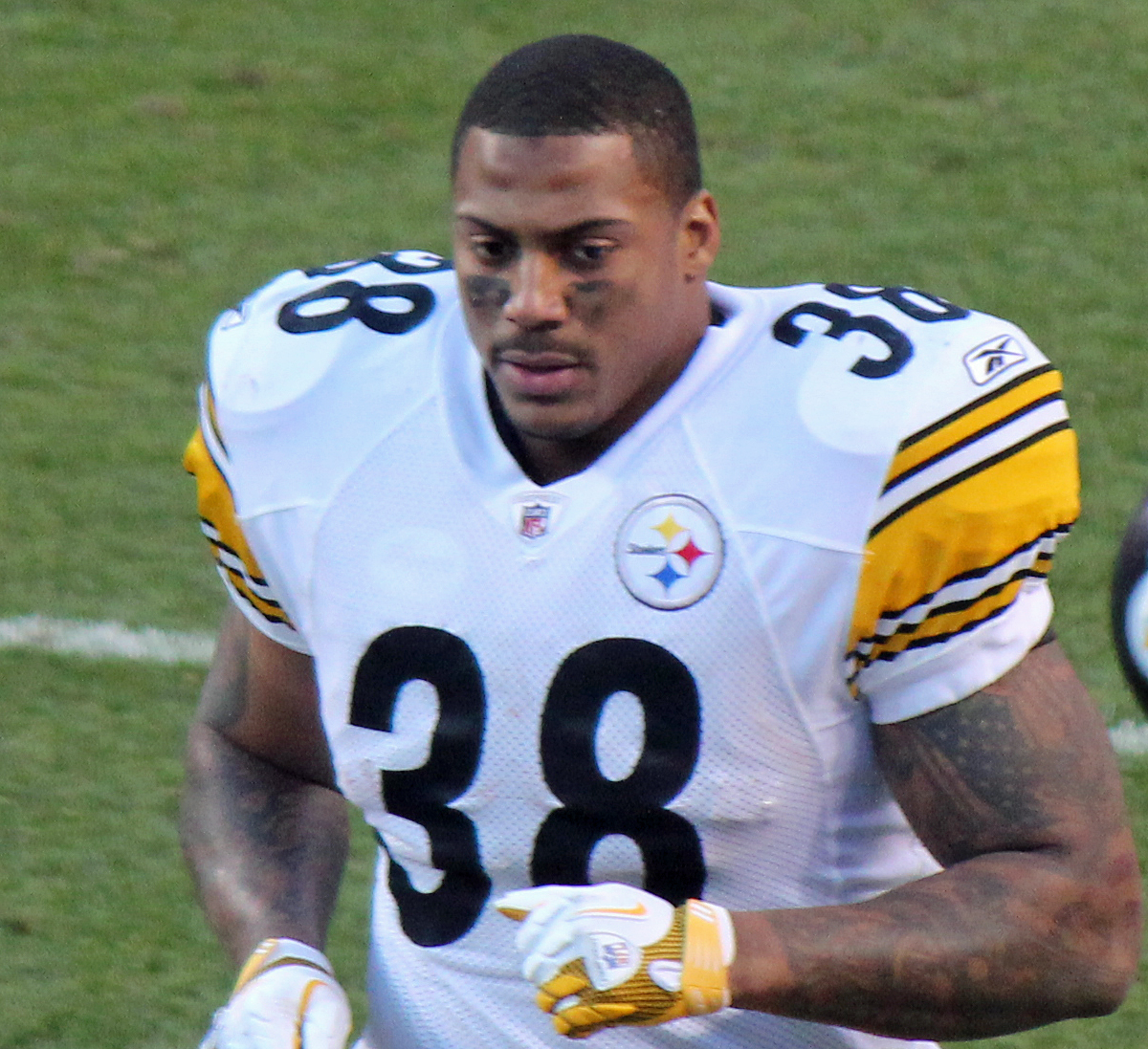
El MVP de 2009 John Clay

| Edición | MVP               | Equipo         | Posición |
| ------- | ----------------- | -------------- | -------- |
| 1       | Amp Lee           | Florida State  | RB       |
| 2       | David Palmer      | Alabama        | WR       |
| 3       | Darrien Gordon    | Stanford       | CB       |
| 4       | Glenn Foley       | Boston College | QB       |
| 5       | Steve Taneyhill   | South Carolina | QB       |
| 6       | Leon Johnson      | North Carolina | RB       |
| 7       | Tremain Mack      | Miami          | SS       |
| 8       | Joe Hamilton      | Georgia Tech   | QB       |
| 9       | Scott Covington   | Miami          | QB       |
| 10      | Kurt Kittner      | Illinois       | QB       |
| 11      | Philip Rivers     | NC State       | QB       |
| 12      | Antonio Bryant    | Pittsburgh     | WR       |
| 13      | Kliff Kingsbury   | Texas Tech     | QB       |
| 14      | Philip Rivers     | NC State       | QB       |
| 15      | Reggie Ball       | Georgia Tech   | QB       |
| 16      | James Davis       | Clemson        | RB       |
| 17      | Sam Hollenbach    | Maryland       | QB       |
| 18      | Jamie Silva       | Boston College | FS       |
| 19      | Graham Gano       | Florida State  | K/P      |
| 20      | John Clay         | Wisconsin      | RB       |
| 21      | Russell Wilson    | NC State       | QB       |
| 22      | Rashad Greene     | Florida State  | WR       |
| 23      | Antone Exum       | Virginia Tech  | CB       |
| 24      | Teddy Bridgewater | Louisville     | QB       |
| 25      | Cole Stoudt       | Clemson        | QB       |
| 26      | Johnny Jefferson  | Baylor         | RB       |
| 27      | Brad Kaaya        | Miami          | QB       |
| 28      | Mason Rudolph     | Oklahoma State | QB       |
| 29      | Eric Dungey       | Syracuse       | QB       |
| 30      | Chase Claypool    | Notre Dame     | WR       |
| 31      | Spencer Sanders   | Oklahoma State | QB       |
| 32      | Mario Goodrich    | Clemson        | DB       |

## Récords
| Equipo                             | Record, Equipo vs. Rival                                                                                                   | Año                                |
| ---------------------------------- | --- | ---------------------------------- |
| Más Puntos Anotados                | 63, Illinois vs. Virginia                                                                                                  | 1999                               |
| Más Puntos en Conjunto             | 87, Baylor vs. North Carolina                                                                                              | 2015                               |
| Más Puntos Anotados (perdedor)     | 38, North Carolina vs. Baylor                                                                                              | 2015                               |
| Menos Puntos Permitidos            | 3, Stanford vs. Penn State                                                                                                 | 1993 (enero)                       |
| Mayor victoria                     | 42, Illinois vs. Virginia                                                                                                  | 1999                               |
| Yardas Totales                     | 512, Miami vs. Oklahoma State                                                                                              | 2020                               |
| Yardas Terrestres                  | 645, Baylor vs. North Carolina                                                                                             | 2015                               |
| Yardas Aéreas                      | 481, NC State vs. Kansas                                                                                                   | 2003                               |
| First downs                        | 38, Baylor vs. North Carolina                                                                                              | 2015                               |
| Menos Yardas Terrestres Permitidas | 3, Virginia Tech vs. Rutgers                                                                                               | 2012                               |
| Individual                         | Record, Nombre, Equipo vs. Rival                                                                                           | Año                                |
| Yardas Totales                     | 327, Koren Robinson (NC State)                                                                                             | 2000                               |
| Yardas Terrestres                  | 299, Johnny Jefferson (Baylor)                                                                                             | 2015                               |
| Touchdowns Terrestres              | 3, Johnny Jefferson (Baylor)                                                                                               | 2015                               |
| Yardas por Pase                    | 475, Philip Rivers (NC State)                                                                                              | 2003                               |
| Touchdowns Aéreos                  | 5, Philip Rivers (NC State)                                                                                                | 2003                               |
| Yardas por Recepción               | 202, Johnny Wilson (Florida State)                                                                                         | 2022                               |
| Recepciones de Touchdown           | 3, Brennan Presley (Oklahoma State)                                                                                        | 2020                               |
| Tackleadas                         | 22 Donnie Miles (North Carolina)                                                                                           | 2015                               |
| Capturas                           | 3.0, Kendall Coleman (Syracuse)                                                                                            | 2018                               |
| Intercepciones                     | 2, compartido con: Brandon Jones (Rutgers) Jamie Silva (Boston College) Ronde Barber (Virginia) Vincent Meeks (Texas Tech) | 2012 2007 1996 2002                |
| Jugadas Largas                     | Record, Nombre, Equipo vs. Rival                                                                                           | Año                                |
| Touchdown Terrestre                | 84 yds., Tony Jones Jr. (Notre Dame)                                                                                       | 2019                               |
| Touchdown Aéreo                    | 87 yds., Mike Thomas to LC Stevens (North Carolina)                                                                        | 1995                               |
| Regreso de Kickoff                 | 90 yds., Gregory Gordon (NC State)                                                                                         | 2001                               |
| Regreso de Despeje                 | 59 yds., Wes Welker (Texas Tech)                                                                                           | 2002                               |
| Despeje                            | 68 yds., John Torp (Colorado)                                                                                              | 2005                               |
| Gol de Campo                       | 51 yds., B. T. Potter (Clemson)                                                                                            | 2021                               |
| Otros                              | Record, Equipos | Año                                |
| Mayor Tiempo de Poseción           | 39:48, Maryland vs. Purdue                                                                                                 | 2006                               |
| Mayor Asistencia                   | 74 021, Florida State vs. Penn State                                                                                       | 1990                               |
| Más Apariciones                    | 6, Miami (FL) | 1996, 1998, 2009, 2013, 2016, 2020 |
| Más Victorias                      | 4, Florida State | 1990, 2008, 2011, 2022             |

- Fuente:[9]